# Paratomapoderus varicolor
Paratomapoderus varicolor là một loài bọ cánh cứng trong họ Attelabidae. Loài này được Dalla Torre & Voss miêu tả khoa học năm 1930.